# Blue (Band)
Blue ist eine aus London stammende britische Pop-Boygroup.

## Bandgeschichte

### 2001 bis 2005: Gründung und Durchbruch

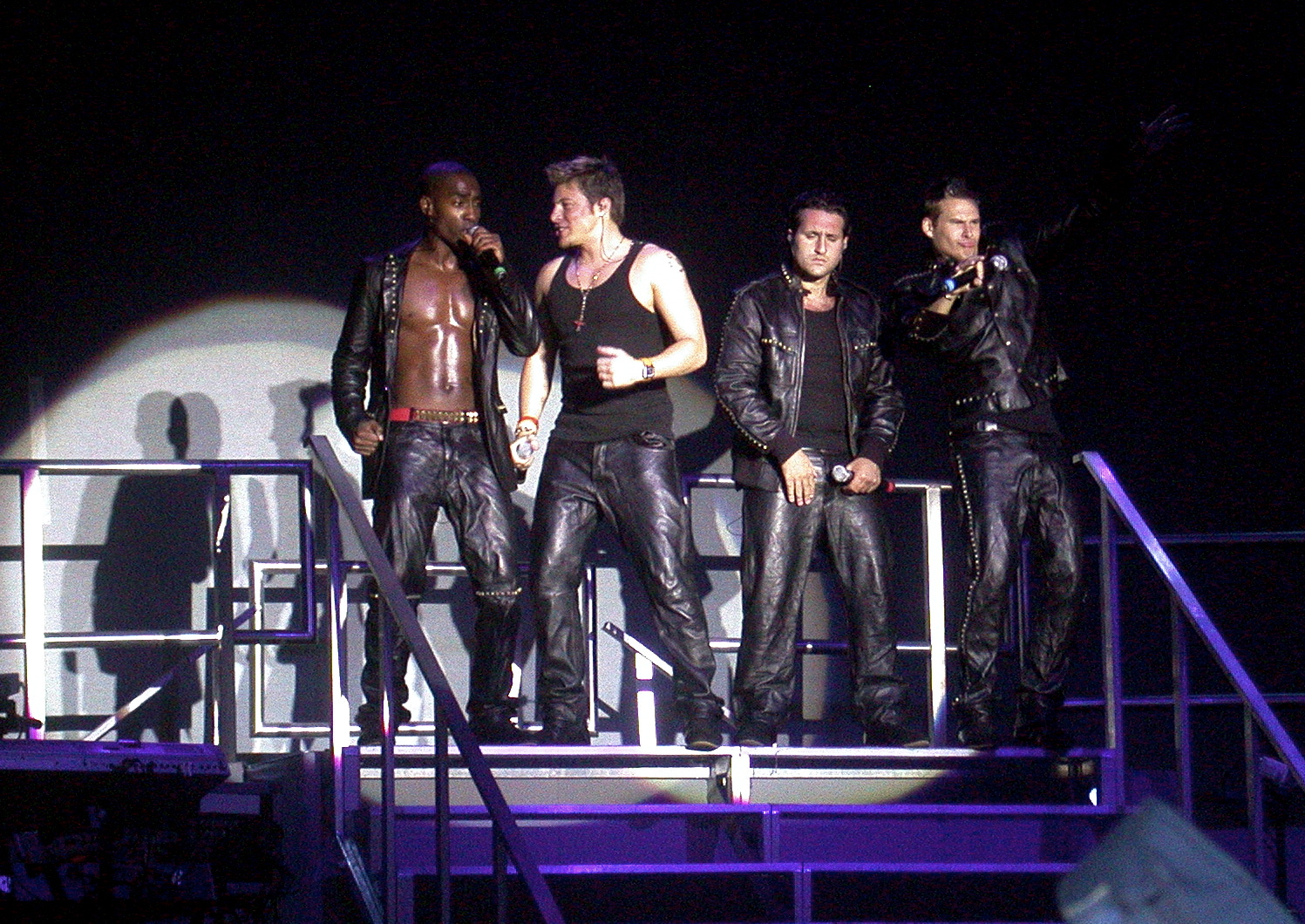
Blue bei einem Konzert in Salerno (2005)

2001 lernten sich Duncan „Dunc“ Matthew James Inglis und Antony „Ant“ Daniel Costa bei der britischen Castingshow Pop Idol kennen und beschlossen, gemeinsam eine Band zu gründen. Sie schlossen sich mit Lee Ryan und Simon „Sy“ Solomon Webbe zu einem Quartett zusammen.
Mit dem ersten Lied All Rise erreichte die Band im Mai 2001 auf Anhieb Platz vier der britischen Singlecharts. Das Video zu der Single wurde am 29. März 2001 gedreht. Den ersten Fernsehauftritt hatte Blue am 16. April 2001 in der Big Breakfast Show, ihren ersten Liveauftritt am 28. April 2001 bei dem Sender SMTV. Bereits mit der nächsten Single, einer Coverversion des Next-Klassikers Too Close, gelang dem Quartett der erste Nummer-eins-Hit ihrer Karriere. Im November 2001 folgte ein weiterer mit der Auskopplung If You Come Back und das Debütalbum All Rise der Band, welches in den britischen Musikcharts Vierfachplatin bekam.
2002 erschien nach der Singleauskopplung Fly By das zweite Studioalbum One Love, das ebenfalls Vierfachplatin und Goldstatus in Deutschland und Österreich erzielte. Mit der daraus veröffentlichten Single Sorry Seems to Be the Hardest Word gelang Blue ihr bislang größter Hit. Der Titel ist eine Coverversion des Titels von Elton John, der bei der Neuauflage durch Blue selbst mitsang. Mehrere Wochen blieb der Titel in den Top Ten und erreichte in Großbritannien Platz eins. Die darauffolgende Single U Make Me Wanna konnte sich im März 2003 in den Top Ten platzieren.
Im November 2003 erschien ihr drittes Studioalbum Guilty, das es erstmals in die Top Ten der Deutschen Albencharts schaffte. Breathe Easy, die dritte Singleauskopplung des Albums, platzierte sich in Deutschland und Österreich auf Platz sieben und wurde in Deutschland mit einer Goldenen Schallplatte ausgezeichnet. 2004 spielten sie mit Stevie Wonder und Angie Stone den alten Wonder-Hit Signed, Sealed, Delivered I'm Yours ein. Curtain Falls sollte schon 2004 ihre letzte Single werden, doch 2005 folgten noch Get Down on It, eine Coverversion von Kool & The Gang, bei der sie von Lil’ Kim unterstützt wurden, und Only Words I Know, das möglicherweise ihr erfolglosestes Lied war, da es nur bis in die Top 50 kam.

### Seit 2005: Soloprojekte und Neugründung 2009

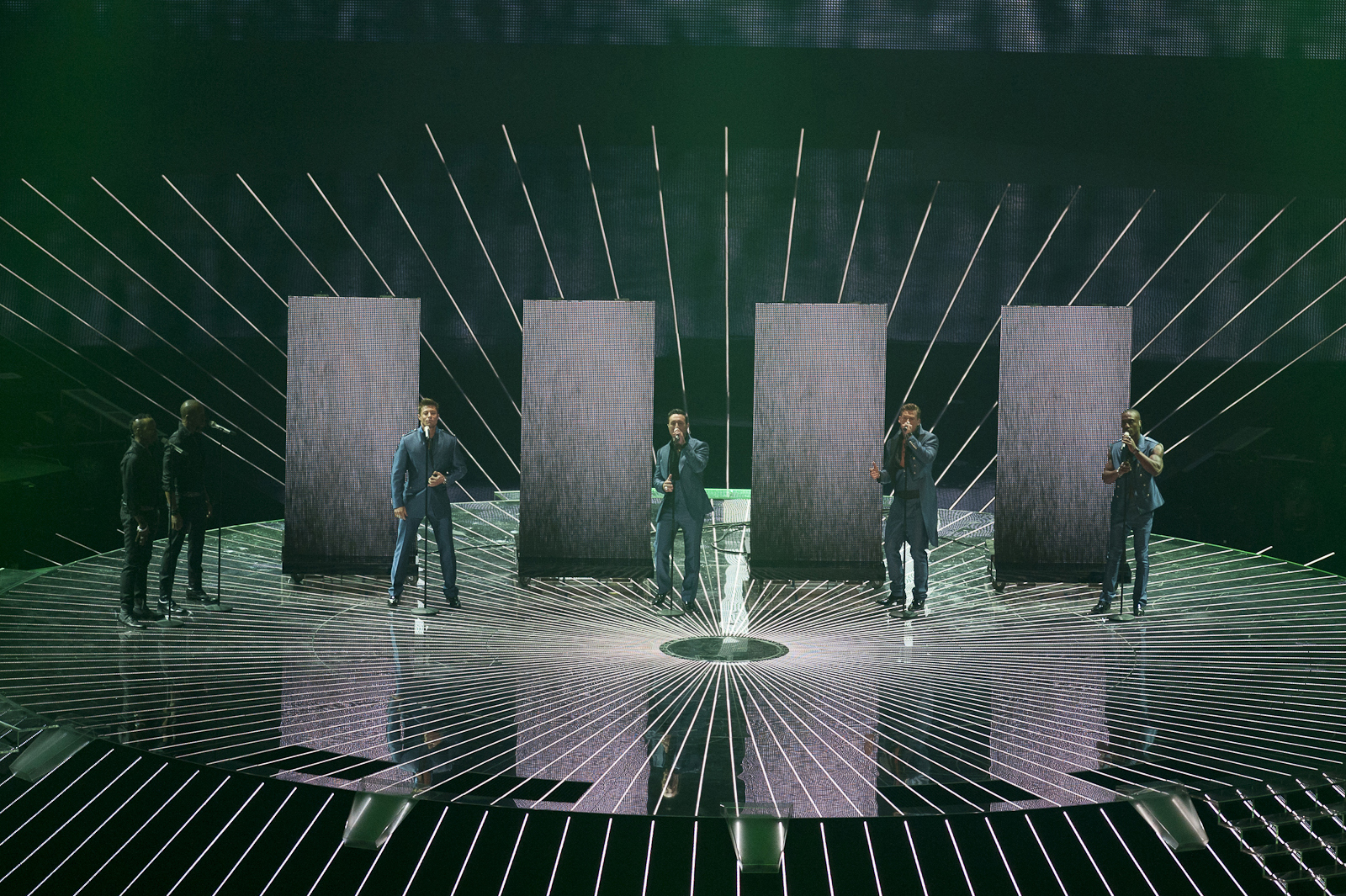
Blue beim Finale des Eurovision Song Contest 2011 in Düsseldorf, Deutschland am 14. Mai 2011.

Von 2005 bis 2009 legten Blue eine Pause ein, um sich um Soloprojekte zu kümmern.
Lee Ryan gab mit Army of Lovers sein Solodebüt. Im Oktober 2005 wurde das erste Soloalbum auch in Deutschland veröffentlicht, nachdem es in Großbritannien bereits seit August erhältlich gewesen war. Turn Your Car Around erreichte in Deutschland Platz 41 und in den USA Platz 20. 
Simon Webbe verfolgte ebenfalls Solopfade: Nach seiner ersten Single Lay Your Hands brachte er das Album Sanctuary heraus. Auch sein zweites Album Grace ist in Deutschland erhältlich.
Auch Antony Costa hat seine Solokarriere vorangetrieben. Er veröffentlichte im Februar 2006 seine erste Auskopplung Do You Ever Think of Me.
Duncan James brachte im Dezember 2004 – noch zu Zeiten von Blue – seine erste eigene Veröffentlichung mit der Sängerin Keedie raus: I Believe My Heart zum Musical The Woman in White. Seine erste Single zu seinem Soloalbum heißt Sooner or Later und ist am 2. Juni 2006 erschienen. Am 30. Juni 2006 veröffentlichte er sein Album Future Past. Im August desselben Jahres veröffentlichte Duncan Can't Stop a River. Seit Januar 2008 steht er bereits zum zweiten Mal im Londoner West End als Rechtsanwalt Billy Flynn in dem Musical Chicago auf der Bühne.
Im April 2009 bestätigte die Band offiziell ihre Wiedervereinigung. Im Mai 2011 vertrat sie ihr Heimatland beim Eurovision Song Contest 2011 in Düsseldorf mit dem Titel I Can und belegten dort mit 100 Punkten den elften Platz. 2012 steuerte die Band Hurt Lovers als Titelsong zur deutschen Filmkomödie Schlussmacher von Matthias Schweighöfer bei. Anfang 2013 kam nach zehnjähriger Pause das Studioalbum Roulette heraus. Im März 2015 folgte ihr fünftes Studioalbum Coulours, das sich nicht in den D-A-CH-Ländern platzieren konnte. In den britischen Musikcharts erreichte es Platz 13. Ende Oktober 2022 brachte die Band bei dem Label BMG Rights Management ihr sechstes Studioalbum Heart & Soul heraus, welches sich ebenfalls nur in den britischen Musikcharts auf Platz 22 platzieren konnte.

## Diskografie
Studioalben

| Jahr | Titel Musiklabel                    | Höchstplatzierung, Gesamtwochen, AuszeichnungChartplatzierungen (Jahr, Titel, Musiklabel, Platzierungen, Wochen, Auszeichnungen, Anmerkungen) | Höchstplatzierung, Gesamtwochen, AuszeichnungChartplatzierungen (Jahr, Titel, Musiklabel, Platzierungen, Wochen, Auszeichnungen, Anmerkungen) | Höchstplatzierung, Gesamtwochen, AuszeichnungChartplatzierungen (Jahr, Titel, Musiklabel, Platzierungen, Wochen, Auszeichnungen, Anmerkungen) | Höchstplatzierung, Gesamtwochen, AuszeichnungChartplatzierungen (Jahr, Titel, Musiklabel, Platzierungen, Wochen, Auszeichnungen, Anmerkungen) | Anmerkungen                                                   |
| Jahr | Titel Musiklabel                    | DE | AT | CH | UK | Anmerkungen                                                   |
| ---- | ----------------------------------- | --- | --- | --- | --- | ------------------------------------------------------------- |
| 2001 | All Rise Innocent Records           | DE68 (1 Wo.)DE | — | — | UK1 ×4Vierfachplatin · (68 Wo.)UK | Erstveröffentlichung: 23. November 2001 Verkäufe: + 1.275.000 |
| 2002 | One Love Innocent Records           | DE15 Gold · (35 Wo.)DE | AT19 (32 Wo.)AT | CH31 Gold · (33 Wo.)CH | UK1 ×4Vierfachplatin · (30 Wo.)UK | Erstveröffentlichung: 1. November 2002 Verkäufe: + 2.307.500  |
| 2003 | Guilty Innocent Records             | DE8 Gold · (38 Wo.)DE | AT13 (17 Wo.)AT | CH12 Gold · (43 Wo.)CH | UK1 ×2Doppelplatin · (24 Wo.)UK | Erstveröffentlichung: 3. November 2003 Verkäufe: + 1.100.000  |
| 2013 | Roulette Blueworld • Island Records | DE14 (5 Wo.)DE | AT30 (1 Wo.)AT | CH31 (3 Wo.)CH | UK13 (3 Wo.)UK | Erstveröffentlichung: 25. Januar 2013                         |
| 2015 | Colours Sony Music                  | — | — | — | UK13 (3 Wo.)UK | Erstveröffentlichung: 6. März 2015                            |
| 2022 | Heart & Soul BMG Rights Management  | — | — | — | UK22 (1 Wo.)UK | Erstveröffentlichung: 28. Oktober 2022                        |